# Delta Tankers
Delta Tankers Ltd — грецька компанія, яка займається бізнесом у галузі обслуговування танкерів.
Влітку 2022 року НАЗК внесло компанію до переліку міжнародних спонсорів війни. Причиною стало те, що компанія продовжила роботу на ринку Росії після російського повномасштабного вторгнення в Україну. У червні 2023 року НАЗК призупинило статус "міжнародного спонсору війни" для 5 грецьких операторів танкерів (серед інших «Delta Tankers Ltd») задля ухвалення 11-го пакету санкцій ЄС, але вже у серпні того ж року статус було відновлено.